# Segle de les Tulipes
Aquest articles tracta un període històric de l'Imperi Otomà. Per el període de preus extremadament elevats del bulb de tulipa als Països Baixos, vegeu Tulipomania.
El Segle de les Tulipes o Cicle de les Tulipes o Era de les Tulipes o Període de les Tulipes o Era Tulipa (turc otomà: لاله دورى, Lale Devri) és el nom donat al període més brillant de l'Imperi Otomà, als primers anys del segle xviii, i més exactament als 13 anys del gran visirat de Nevşehirli Damat İbrahim Pasha des de 1718 fins a la rebel·lió de Patrona Halil el 1730. Aquest va ser un període de relativa pau, en el qual es pot afirmar que l'Imperi Otomà va començar a orientar-se cap a Europa.
Va agafar el nom d'una tulipa que havia estat portada a Turquia des d'Àustria per Ogier Ghislain de Busbecq, ambaixador de Ferran I d'Habsburg (1503-1564) davant el sultà; el seu cultiu fou desenvolupat a Holanda mercès al botànic Charles de l'Escluse (Arras 1526-Leyde 1609). L'afició per les tulipes es va propagar per Europa, però fou a Turquia on va agafar un impuls extraordinari. Les tècniques de cultiu foren portades al país per l'ambaixador austríac Schmidt zim Schwarzenhorn, i sota Ahmet III (1703-1730) va arribar a ser una obsessió entre la societat de la cort otomana; la moda de les tulipes va originar una arquitectura característica, un art específic (barroc otomà barrejat amb rococó francès) i una literatura especial. El cultiu d'aquest emblema culturalment ambigu va arribar a convertir-se en una pràctica celebrada. L'era tulipa il·lustrava els conflictes provocats pels inicies de cultura de consum moderna i va ser un símbol de materialisme compartit. Durant aquest període, l'elit i la classe alta de la societat otomana havia establert una gran admiració per la tulipa, la qual va ser utilitzada en diverses ocasions. Les tulipes representaven noblesa i privilegi, ambdues en termes de negocis i temps d'oci.

## Sorgiment i creixement

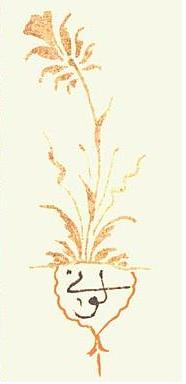
Dibuix d'una tulipa fer per Abdulcelil Levni (1720)

Sota el lideratge del Gran Visir Nevşehirli Damat İbrahim Pasha, gendre del soldà, en aquest període de l'Imperi Otomà es van emprendre nous programes i polítiques, les quals inclouen la creació de la primera premsa impresa en turc otomà, i promovien el comerç i la indústria.
El Gran Visir es va ocupar de millorar les relacions comercials i els ingressos, cosa que ajuda a explicar el retorn als jardins i a un estil més popular de la cort otomana durant aquest període. El mateix Gran Visir, sentia un gran afecte pels bulbs de tulipa, donant exemple a l'elit d'Istanbul, que va començar a apreciar la infinita varietat de colors de la tulipa, així com a celebrar la seva estacionalitat.
Els costums otomans de vestir i la seva cultura del comerç van incorporar la passió per la tulipa. A Istanbul, es podien trobar tulipes des del mercat de flors fins a les arts plàstiques de les sedes i els tèxtils. Els bulbs de tulipa es podien trobar a tot arreu; la demanda va créixer dins l'elit de la comunitat, on es podien trobar a llars i jardins.
Per tant, la tulipa és un símbol amb un atractiu de mite, la qual es pot trobar des dels palaus otomans fins a la seva roba, mantenint-se en la memòria del passat social de l'Imperi Otomà. La tulipa es pot trobar com a monument romàntic representant la riquesa i l'elit, i la fragilitat del govern despòtic.

## Cultura

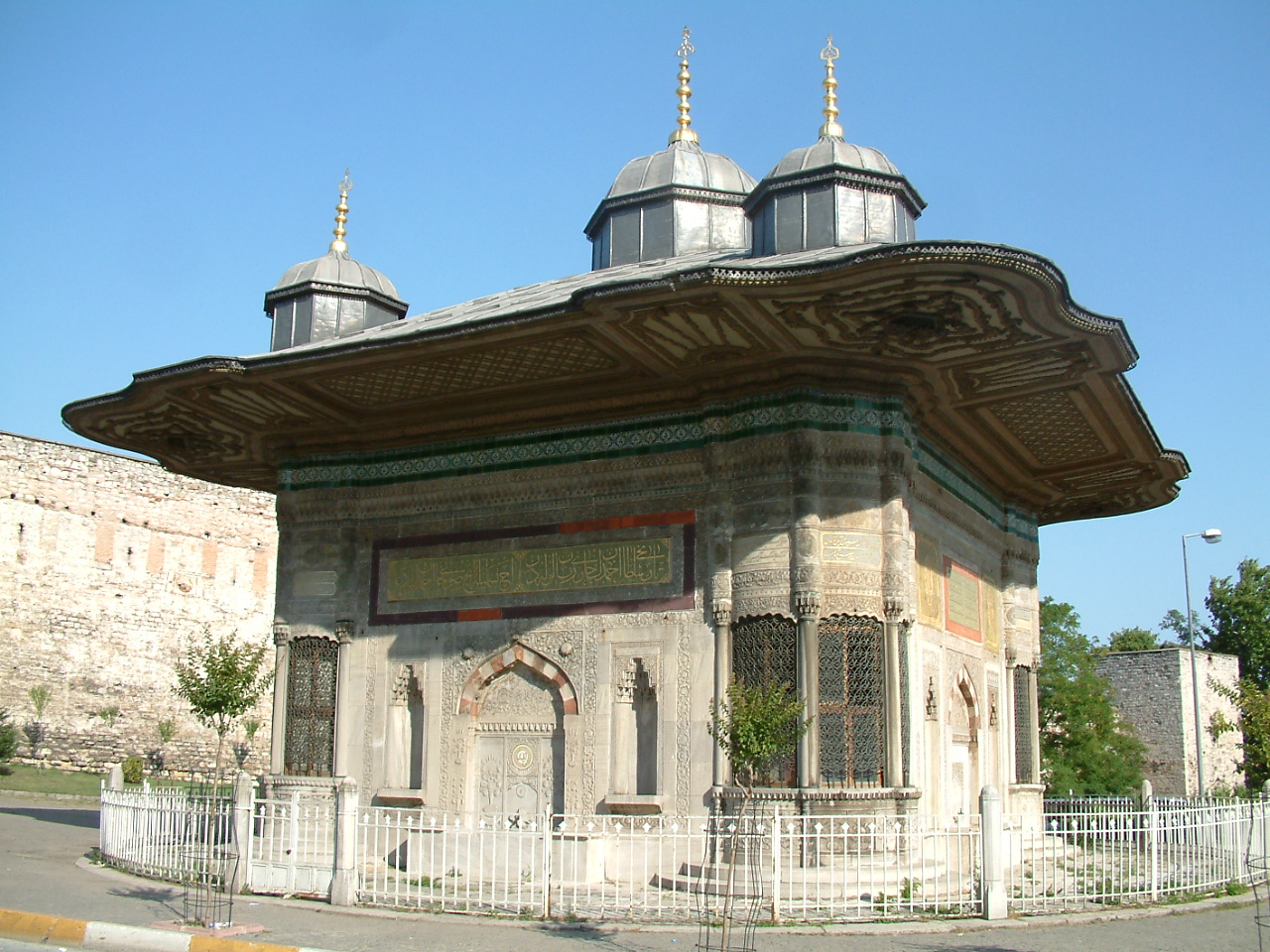
La font d'Ahmed III es exemple típic de l'arquitectura de l'era tulipa

L'era tulipa va contemplar un creixement de les arts, la cultura i l'arquitectura. Generalment l'estil de l'arquitectura i la decoració es va tornar més elaborat, amb influència del Barroc. Un exemple típic és la font d'Ahmed III situat al davant del Palau de Topkapı a Istanbul. L'estil arquitectònic és una fusió dels elements clàssics islàmics amb els elements del barroc europeu, convertint-lo en l'estil otomà del segle xviii.
La tulipa també va ser elogiada en poesia en motius utilitzats en pintura. Fins avui en dia, la tulipa és considerada a Turquia una representació de perfecció i bellesa. La companyia de línies aèries turques decoren els seus avions pintant-los una tulipa en al fuselatge.

## Figures destacades d'aques període
- Nevşehirli Damat İbrahim Paşa (1718 – 1730) Gran Visir de l'imperi.
- Gran Almirall Mustafa Pasha – va ser el gendre del Gran Visir i és recordat per crear 44 noves varietats de tulipa.[2]
- İbrahim Müteferrika — un convers hongarès que va establir la primera impremta en otomà, el qual va ser considerat una fita del moment.
- Nedim – un poeta que va obrir un nou camí que desafiava els canons tradicionals d'escriptura en el format clàssic otomà.
- Abdulcelil Levni – un pintor excel·lent de miniatures que va començar a treballar a Edirne, Istanbul, on va estudiar pintura i va esdevenir el pintor de la cort amb el qual es va reviure la tradició otomana d'àlbums en miniatura. Aquests àlbums que Levni pintava, que eren anomenats ‘’àlbums de tulipa’’, reflectien l'estructura pròpia dels estats, situant els membres distingits del règim d'acord amb els seus èxits en el terreny de l'horticultura.[2]

## Nevşehirli Damat İbrahim Pasha
Nevşehirli Damat İbrahim Pasha que havia entrat de jove al servei de palau i va conèixer al príncep Ahmed (Ahmet), fou nomenat secretari del cap dels eunucs quan el sultà va pujar al tron el 1703. El febrer del 1717 es va casar amb Fàtima, filla d'Ahmet, que amb 13 anys ja era vídua d'Ali Pasha. Va tractar d'influir per fer la pau amb Àustria però el gran visir Khalil Pasha, partidari de la guerra, va predominar fins que la pèrdua de Belgrad (agost del 1717) va obligar els otomans a negociar i es va signar un armistici l'1 de febrer de 1718. Ibrahim, com a representant del corrent de la pau, fou nomenat gran visir el 9 de maig de 1718; els seus esforços per la pau portaren al tractat de Passarowitz dos mesos després (21 de juliol de 1718).
En endavant es va dedicar a mesures internes de reforçament de l'economia i el progrés abandonant tota idea d'expansió exterior, limitant els pagaments militars i estabilitzant la moneda. Es van construir nombrosos palaus i vil·les al Bòsfor que foren centres de reunions culturals amb música i poesia, imitant Versailles i Fontainebleau, encara que reservat a les elits. Es va introduir per primer cop a Turquia la impremta. Però les pèrdues territorials consagrades a Passarowitz i d'altra banda les despeses de les construccions romàntiques del Bòsfor, encoratjaven al poble en contra del govern.
El 1722 Dürri Efendi va retornar de la seva ambaixada a Pèrsia i va informar que l'estat safàvida s'estava enfonsant, en descomposició interna i atacat o a punt de ser atacat per afganesos i russos. Ibrahim va convocar als notables recomanant intervenir, política que amenaçava no tant amb un conflicte amb Pèrsia, sinó amb Rússia, que aspirava als territoris a l'oest de la mar Càspia. Esfahan va capitular davant Mahmud Khan Ghilzay l'octubre del 1722 i Mahmud es va proclamar xa i el safàvida Sultan Husayn I fou empresonat a Esfahan. La intervenció otomana que va seguir (1723) va fer que Rússia i Turquia estiguessin a punt d'entrar en guerra, la qual es va evitar per la mediació de l'ambaixador francès marquès de Bonnac (juliol de 1723) i les dues parts van signar un acord el juny del 1724 pel que es repartien la major part de la Pèrsia del nord i de l'oest. Els otomans van ocupar Hamadan, Gandja, Tabriz, Rewan i altres llocs i el nou xa Tahmasp II va haver de demanar un alto el foc que va portar a l'efímer tractat de pau de Hamadan del 4 d'octubre de 1727.

## Rebel·lió anti-tulipa
Els preus de les tulipes van començar a créixer i va assolir el seu màxim entre 1726 i 1727 abans de la intervenció de l'estat. Això va reflectir la demanda pels bulbs rars, que tenir un valor inflat, i la creixent demanda de flors pels palaus i jardins de l'alta societat.
La tulipomania va demostrar el poder de l'estat per regular l'economia mitjançant l'augment del preu dels bulbs. Alhora els cortesans van denunciar les pràctiques dels venedors de flors, dels quals deien que s'aprofitaven de l'alta societat incrementant dels preus dels bulbs. Això va conduir a l'expedició dels inventaris de les flors i una llista de preus al jutge d'Istanbul.
La guerra amb Pèrsia es va reprendre el 1730 per la invasió persa; Ahmet III que ja estava satisfet amb el que havia obtingut, va haver de lluitar i va establir el seu quarter general a Üsküdar, però no hi va haver cap acció vigorosa i això unit a altres motius latents en part derivat dels efectes de les tulipes, va causar una revolta a Istanbul dirigida per Patrona Khalil. El sultà va prohibir llavors al gran visir Ibrahim d'acostar-se a la capital per reprimir la revolta, en una mesura destinada a acontentar als rebels, però quan la seva pròpia posició es va veure compromesa, va decidir sacrificar al gran visir i el 30 de setembre de 1730 el va fer detenir i el va destituir. Quan el shaykh al-Islam va emetre una fatwa que autoritzava la seva execució, fou mort (16 d'octubre de 1730). Una altra versió diu que fou executat l'1 d'octubre junt amb els seus gendres Ketkhüda Kaymak Mustafa Pasha i el kapudan pasha Mustafa Pasha però això fou considerat pels rebels com un signe de debilitat del sultà i el van fer abdicar el dia 2 d'octubre el sultà. La revolta va comportar la destrucció de molts dels palaus construïts a l'era de les tulipes.

## Més informació
- Tulipomania — durant el Segle d'Or Holandès.
- (turc) Derinsular.com — During and After the Tulip Era Arxivat 2010-01-05 a Wayback Machine.
- (turc) Enfal.de — Lale Devri (Tulip Era)
- (anglès) Encyclopædia Britannica Online — Abdülcelil Levnî
- (turc) Yılmaz, Nalan. Ottoman Studies Online — Levni, one of the last Ottoman miniaturists Arxivat 2018-07-12 a Wayback Machine.
- (anglès) Arquitectura, Font d'Ahmet III Arxivat 2006-01-03 a Wayback Machine.